# Учёные — школьнику
«Учёные — школьнику» (Библиотечка Детской энциклопедии «Учёные — школьнику») — серия научно-популярных книг издававшаяся в 1970-х — 1990-х годах издательством «Педагогика» (Москва).
Книги предназначались для читателей среднего и старшего школьного возраста. Авторами книг были видные деятели науки (обычно академики и члены-корреспонденты академии наук), общественные деятели. В качестве рецензентов также выступали видные учёные. Главным редактором серии являлся Петрянов И. В., в редакционную коллегию в разные периоды входили Кнунянц И. Л., Нарочницкий А. Л., Сахаров А. Н..
Тираж каждой книги серии составлял от 100 000 до 300 000 экземпляров (обычно 200 000), многие книги имели несколько изданий.
Формат книги: 70x100/32 (~120х165 мм).

## Книги серии
Далее приведён список книг серии, многие из них были переизданы, данные в списке соответствуют первому изданию.
Добавлены и вторые издания.

### 1974
- Семёнов Н. Н., Петрянов И. В. Неведомое на вашу долю. — М.: Педагогика, 1974. — 96 с.

### 1975
- Петрянов И. В. Самое необыкновенное вещество в мире. — М.: Педагогика, 1975. — 95 с.
- Кричевский И. Р., Петрянов И. В. Термодинамика для многих. — М.: Педагогика, 1975. — 160 с.
- Вершинский Н. В. Морская книга. — М.: Педагогика, 1975. — 80 с.
- Глушков В. М. Что такое кибернетика. — М.: Педагогика, 1975. — 64 с.

### 1976
- Леонтьев А. А. Что такое язык. — М.: Педагогика, 1976. — 96 с.
- Герасимов И. П. Биосфера Земли. — М.: Педагогика, 1976. — 96 с.
- Петрянов И. В., Трифонов Д. Н. Великий закон. — М.: Педагогика, 1976. — 128 с.

### 1977
- Трифонов Д. Н. Цена истины: рассказ о редкоземельных элементах. — М.: Педагогика, 1977. — 128 с.
- Кузнецов В. И. Свет. — М.: Педагогика, 1977. — 127 с.
- Флёров Г. Н., Ильинов А. С. На пути к сверхэлементам. — М.: Педагогика, 1977. — 112 с.

### 1978
- Банников А. Г. Мир животных и его охрана. — М.: Педагогика, 1978. — 128 с.
- Поляков Ю. А. Революция защищается. — М.: Педагогика, 1978. — 128 с.
- Фиалков Ю. Я. Необычные свойства обычных растворов. — М.: Педагогика, 1978. — 112 с.

### 1979
- Янин В. Л. Берестяная почта столетий. — М.: Педагогика, 1979. — 128 с.
- Попов А. Н., Шимко В. Т. Польза, прочность, красота. — М.: Педагогика, 1979. — 128 с.
- Несмеянов А. Н., Беликов В. М. Пища будущего. — М.: Педагогика, 1979. — 128 с.

### 1980
- Колесников Ю. В., Глазков Ю. Н. На орбите — космический корабль. — М.: Педагогика, 1980. — 128 с.
- Буганов В. И. Куликовская битва. — М.: Педагогика, 1980. — 122 с.
- Яковлев Н. Н. ЦРУ — орудие психологической войны. — М.: Педагогика, 1980. — 135 с.
- Дерягин Б. В., Федосеев Д. В. Алмазы делают химики. — М.: Педагогика, 1980. — 128 с.
- Патон Б. Е., Корниенко А. Н. Огонь сшивает металл. — М.: Педагогика, 1980. — 128 с.

### 1981
- Фёдоров-Давыдов Г. А. Монеты рассказывают. — М.: Педагогика, 1981. — 112 с. — 200 000 экз. — ISBN 5-7155-0105-9.
- Затула Д. Г., Мамедова C. А. Вирус — друг или враг? — М.: Педагогика, 1981. — 128 с.
- Вачнадзе Г. Н. Идеологические диверсии империализма. — М.: Педагогика, 1981. — 120 с.
- Крывелев И. А. О «тайнах» религии. — М.: Педагогика, 1981. — 104 с.
- Петрянов И. В. Самое необыкновенное вещество в мире. — 2-е изд.. — М.: Педагогика, 1981. — 96 с.

### 1982
- Михайлов О. Н. Бородино. — М.: Педагогика, 1982. — 128 с.
- Чазов Е. И. Сердце и XX век. — М.: Педагогика, 1982. — 160 с.
- Новиков Л. А. Искусство слова. — М.: Педагогика, 1982. — 128 с. — ISBN 5-7155-0339-6.
- Флёров Г. Н., Ильинов А. С. На пути к сверхэлементам. - 2-е изд.. — М.: Педагогика, 1982. — 128 с.

### 1983
- Овчинников Ю. А., Шамин А. Н. Строение и функции белков. — М.: Педагогика, 1983. — 128 с.
- Иноземцев Н. Н., Синяков Ю. А. СЭВ: социалистическая интеграция в действии. — М.: Педагогика, 1983. — 120 с.
- Кириллин В. А. Энергетика сегодня и завтра. — М.: Педагогика, 1983. — 128 с.
- Лаптев И. Д. Испытание разума. — М.: Педагогика, 1983. — 144 с.

### 1984
- Мигдал А. Б. Как рождаются физические теории. — М.: Педагогика, 1984. — 128 с.
- Окладников А. П., Окладникова Е. А. Заселение Земли человеком. — М.: Педагогика, 1984. — 112 с.
- Ломов Б. Ф. Человек и автоматы. — М.: Педагогика, 1984. — 128 с.
- Костомаров В. Г. Жизнь языка. — М.: Педагогика, 1984. — 144 с.
- Басов Н. Г., Афанасьев Ю. В. Световое чудо века. — М.: Педагогика, 1984. — 127 с.
- Петрянов И. В., Трифонов Д. Н. Великий закон. — 2-е изд. — М.: Педагогика, 1984. — 128 с.

### 1985
- Иваницкий Г. Р. Мир глазами биофизика. — М.: Педагогика, 1985. — 128 с.
- Несмеянов А.Н., Беликов В.М. Пища будущего. - 2-е изд.. — М.: Педагогика, 1985. — 128 с.
- Флинт В. Е., Черкасова М. В. Редкие и исчезающие животные. — М.: Педагогика, 1985. — 112 с.
- Чазов Е. И. Сердце и XX век. - 2-е изд.. — М.: Педагогика, 1985. — 160 с. — 200 000 экз.
- Яковлев Н. Н. Весна победы. — М.: Педагогика, 1985. — 128 с.
- Буганов В. И. Куликовская битва. — 2-е изд. — М.: Педагогика, 1985. — 112 с.

### 1986
- Почтарев В. И., Михлин Б. З. Тайна намагниченной Земли. — М.: Педагогика, 1986. — 112 с.
- Мотяшов В. П. Мода, престиж, личность. — М.: Педагогика, 1986. — 128 с.
- Кузнецов Ф. Ф. Современная советская проза. — М.: Педагогика, 1986. — 158 с.
- Ишлинский А. Ю., Павлова Г. Е. М. В. Ломоносов — великий русский учёный. — М.: Педагогика, 1986. — 128 с.
- Кедров Б. М. О великих переворотах в науке. — М.: Педагогика, 1986. — 112 с.
- Иноземцев Н. Н., Синяков Ю. А. СЭВ: Социалистическая интеграция в действии. — 2-е изд. — М.: Педагогика, 1986. — 128 с.

### 1987
- Амбарцумян В. А. Загадки Вселенной. — М.: Педагогика, 1987. — 110 с.
- Сахаров А. Н. Дипломатия Древней Руси / Художник А. В. Сальников. — М.: Педагогика, 1987. — 128 с.
- Самарский А. А., Михайлов А. П. Компьютеры и жизнь. — М.: Педагогика, 1987. — 127 с.
- Пошатаев В. В. Человек в эпоху НТР. — М.: Педагогика, 1987. — 128 с.
- Израэль Ю. А., Ровинский Ф. Я. Берегите биосферу. — М.: Педагогика, 1987. — 128 с.
- Иванов В. С. Граница Родины. — М.: Педагогика, 1987. — 128 с.
- Земляной С. Н. Программа партии — программа жизни. — М.: Педагогика, 1987. — 176 с.

### 1988
- Геттнер Р., Зейдевиц Н. Роботы сегодня и завтра. — М.: Педагогика, 1988. — 112 с. — ISBN 5-7155-0119-9.
- Ивин А. А. Строгий мир логики. — М.: Педагогика, 1988. — 126 с.
- Логунов А. А., Петров В. А. Как устроен электрон? — М.: Педагогика, 1988. — 109 с.
- Патон Б. Е., Корниенко А. Н. Огонь сшивает металл. - 2-е изд.. — М.: Педагогика, 1988. — 144 с. — ISBN 5-7155-0191-1.
- Углов Ф. Г. Береги здоровье и честь смолоду. — М.: Педагогика, 1988. — 143 с.

### 1989
- Розанов Б. Г. Живой покров Земли. — М.: Педагогика, 1989. — 128 с. — ISBN 5-7155-0158-X.
- Вершинский Н. В. Загадки океана. — М.: Педагогика, 1989. — 144 с. — ISBN 5-7155-0155-5.
- Москвичёв Л. Н. Знания о мире и мир знаний. — М.: Педагогика, 1989. — 128 с. — ISBN 5-7155-0154-7.
- Яковлев Н. Н. [militera.lib.ru/research/yakovlev_nn3/index.html Война и мир по-американски: традиции милитаризма в США]. — М.: Педагогика, 1989. — 128 с. — ISBN 5-7155-0128-8.
- Синадский Ю. В. Целебное лукошко. — М.: Педагогика, 1989. — 141 с. — ISBN 5-7155-0157-1.
- Попов Г. Х. Как управлять экономикой. — М.: Педагогика, 1989. — 112 с. — ISBN 5-7155-0127-X.
- Петрянов И. В., Сутугин А. Г. Вездесущие аэрозоли. — М.: Педагогика, 1989. — 112 с. — ISBN 5-7155-0126-1.

### 1990
- Глазков Ю. Н., Колесников Ю. В. В открытом космосе. — М.: Педагогика, 1990. — 128 с. — ISBN 5-7155-0200-4.
- Петровский А. В. Быть личностью. — М.: Педагогика, 1990. — 112 с. — ISBN 5-7155-0156-3.
- Судаков К. В., Рылов А. Л. Тайны мышления. — М.: Педагогика, 1990. — 128 с. — ISBN 5-7155-0120-2.
- Гинзбург В. Л., Андрюшин Е. А. Сверхпроводимость. — М.: Педагогика, 1990. — 112 с. — ISBN 5-7155-0305-1.
- Фёдоров-Давыдов Г. А. Монеты рассказывают. — 2-е изд. — М.: Педагогика, 1990. — 112 с.

### 1991
- Котлярский А. М., Афанасьев А. П. Почему мы смотримся в зеркало. — М.: Педагогика, 1991. — 112 с. — ISBN 5-7155-0314-0.
- Гершун В. И. Домашние животные. — М.: Педагогика, 1991. — 144 с. — ISBN 5-7155-0439-2.
- Волков Н. В. Сто страниц о бизнесе. — М.: Педагогика, 1991. — 128 с. — ISBN 5-7155-0427-9.
- Тимофеев А. В. Информатика и компьютерный интеллект. — М.: Педагогика, 1991. — 128 с. — ISBN 5-7155-0313-2.
- Синадский Ю. В. Целебные травы. — М.: Педагогика, 1991. — 176 с. — ISBN 5-7155-0473-2.
- Новиков Л. А. Искусство слова. — 2-е изд. — М.: Педагогика, 1991. — 144 с. — ISBN 5-7155-0339-6.